# Onofre Anacleto de Souza
Onofre Anacleto de Souza (Atibaia, 18 de Junho de 1931 — Rio de Janeiro, 8 de Outubro de 1997), mais conhecido por Sabará, foi um futebolista brasileiro que esteve em atividade entre 1950 e 1965.

## Carreira
Sabará começou a carreira na Ponte Preta de São Paulo em 1950 e apenas dois anos depois transferiu-se para o Vasco da Gama. No clube carioca Sabará passou a maior parte da sua carreira, doze anos.
Nesses doze anos no clube, Sabará disputou 585 jogos, até então, o jogador com mais número de jogos pelo Vasco da Gama. A sua marca só foi décadas mais tarde ultrapassada por Roberto Dinamite (1110) e Carlos Germano (632). Pelo Vasco da Gama entre as principais conquistas os 3 titulos do Campeonato Carioca, um título do Torneio Rio-São Paulo, além dos títulos internacionais da Copa Rivadávia e o Torneio de Paris.
Em 1965, após uma reformulação no elenco vascaíno, Sabará foi dispensado e transferiu-se para a Portuguesa do Rio de Janeiro, que era comandada pelo treinador Gentil Cardoso. Magoado com a forma como saiu do Vasco da Gama, Sabará ansiava pelo confronto com o seu antigo clube. Este confronto acabou por acontecer no Campeonato Carioca de 1965 e a Portuguesa ganhou a equipe vascaína por 2–1.
Ainda em 1965, Sabará teve uma curta passagem pelo Deportivo Italia, da Venezuela. Após isso, encerrou a carreira.

### Seleção Brasileira
Pela Seleção Brasileira, Sabará disputou 11 jogos e marcou 1 gol frente a Seleção Paraguaia de Futebol na Copa Oswaldo Cruz em 1955.

## Títulos
Ponte Preta
- Campeonato Campineiro: 1951
- Campeonato do Interior: 1951

Vasco da Gama
- Torneio Internacional de Paris: 1957
- Copa Internacional Rivadavia: 1953
- Torneio Rio-São Paulo: 1958
- Campeonato Carioca: 1952, 1956 e 1958
- Troféu Teresa Herrera: 1957
- Torneio Internacional do Chile: 1953
- Quadrangular Internacional do Rio de Janeiro: 1953
- Troféu Cinquentenário do Racing: 1953
- Torneio Internacional de Santiago: 1957
- Torneio Quadrangular de Lima: 1957
- Torneio Início do Rio do Janeiro: 1958
- Taça Cidade do Rio de Janeiro: 1959
- Torneio Pentagonal do México: 1963

Seleção Brasileira
- Taça Oswaldo Cruz: 1955
- Copa Roca: 1960
- Taça do Atlântico: 1960

## Premiações
Jogador do ano: Melhor jogador do Vasco na temporada 1961.

## Marca histórica
- 6° maior Artilheiro da história do Vasco da Gama com 167 gols.